# Перекладач (фільм)
Перекладач (ісп. Un Traductor) — кубинська кінодрама 2018 року братів-режисерів Родріго та Себастіана Барріузо.
Фільм було висунуто від Куби на номінацію на здобуття 92-ї премії «Оскар» у категорії найкращий міжнародний художній фільм. Але його не було номіновано на основний конкурс.

## Сюжет
В основі сюжету кінострічки лежить маловідомий факт з історії Куби часів правління Фіделя Кастро, коли ця держава Карибського басейну прийняла на лікування до своїх престижних медичних закладів багато постраждалих внаслідок катастрофи на Чорнобильській АЕС. Професору російської літератури Маліну, якого зіграв бразильський актор Родріґо Санторо, наказано їхати до лікарні, і там бути перекладачем між місцевим медичним персоналом і пацієнтами з Радянського Союзу.

## У ролях
- Родріґо Санторо в ролі Маліна (перекладач)
- Марісель Альварес[en] в ролі Гледіс (медсестра)
- Йоандра Суарес у ролі Ісони (дружини Маліна)[3]
- Микита Семенов в ролі Алексі
- Хорхе Карлос Перес Еррера в ролі Хав'єра
- Геннадій Долганов у ролі Володимира
- Мілда Гекайте в ролі Ольги
- Еслінда Нуньєс у ролі доктора Ріваса
- Освальдо Доймеадіос у ролі доктора Санчеса
- Наталія Родіна в ролі Олени